# Olive Soulouque
Olive Soulouque, född 29 november 1842, död 23 juli 1883, var en prinsessa av Haiti. 
Hon var dotter till kejsar Faustin Soulouque och Adélina Lévêque. Hon var den äldsta av två döttrar till kejsaren. Hon legitimerades vid föräldrarnas giftermål 1847, och mottog titeln prinsessa 1849. Hennes far ville inte ha en kvinnlig tronarvinge, och 1861 gifte han bort henne med sin brorson, hennes kusin Mainville-Joseph Soulouque, som han utnämnde till tronarvinge. Olive blev därmed kronprinsessa som gift med tronföljaren.